# Blatina (Pustá Rybná)

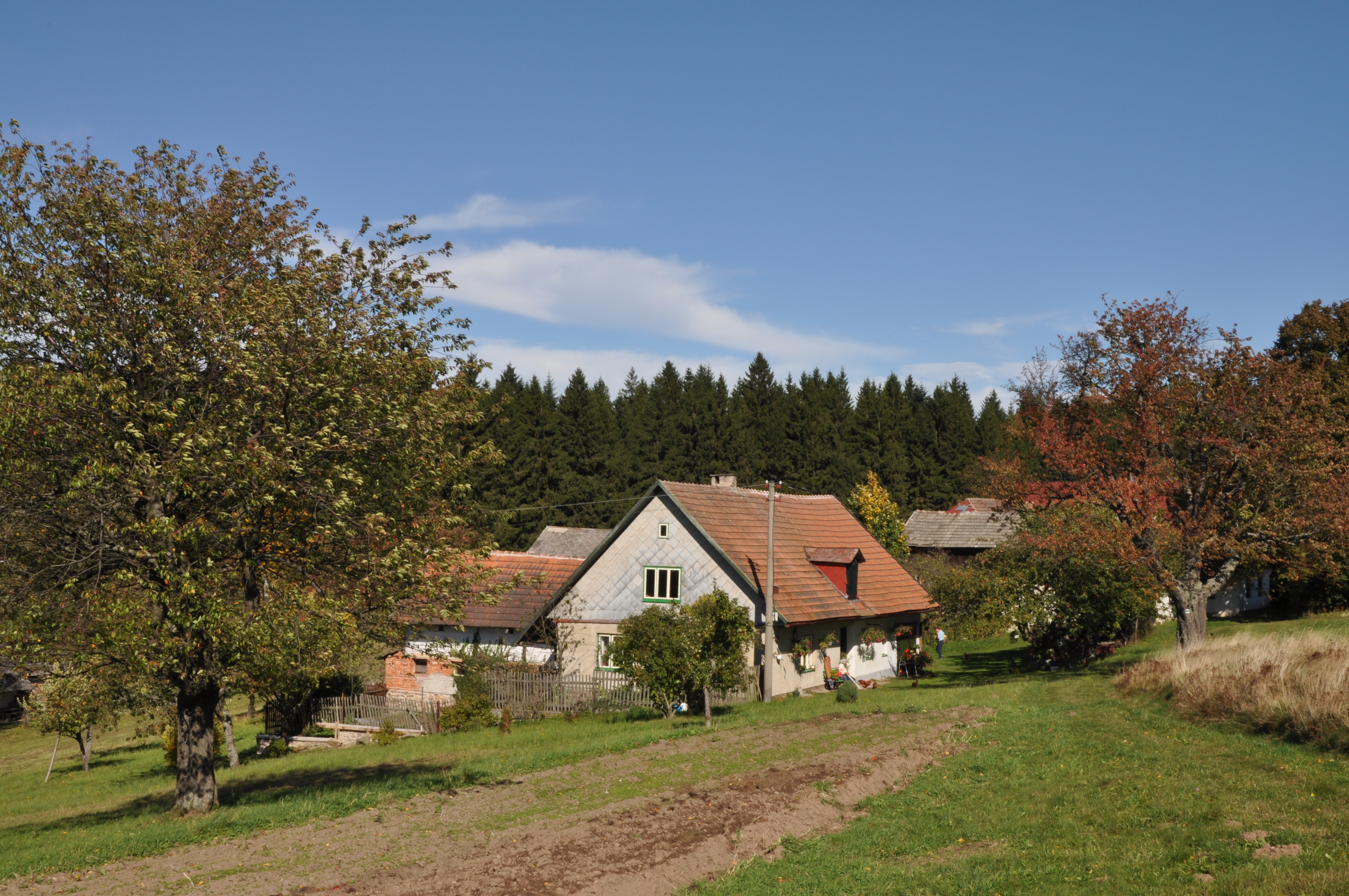
Häuser von Blatina

Blatina ist eine Grundsiedlungseinheit der Gemeinde Pustá Rybná in Tschechien. Sie liegt neun Kilometer westlich von Polička und gehört zum Okres Svitavy.

## Geographie
Die Streusiedlung Blatina befindet sich im Osten der Žďárské vrchy (Saarer Berge) an den Hängen um den Berg Blatinský kopec (731 m. n.m.). Nördlich erhebt sich der Žižkov (Pawlaskaberg, 753 m. n.m.), im Nordosten der Betlémský kopec (741 m. n.m.), südöstlich der Lucký vrch (Lutzberg, 739 m. n.m.), im Süden der Tobiášův kopec (693 m. n.m.) und der Landrátský kopec (Landratberg, 743 m. n.m.), südwestlich der Holý vrch (756 m. n.m.) und die Rybenské perníčky (748 m. n.m.), im Westen der Kaštánkův kopec (753 m. n.m.) und der Spálený kopec (Kellerberg, 766 m. n.m.).  Der Ort liegt im Landschaftsschutzgebiet Žďárské vrchy. Westlich verläuft die Staatsstraße II/357 zwischen Borová und Jimramov. Gegen Osten liegt das Tal des Baches Křišťálový potok.
Nachbarorte sind Bukovina und Horní Blatina im Norden, Borová im Nordosten, Jeruzalém im Osten, Betlém und Pavlásky im Südosten, Pustá Rybná im Süden, Chalupy und Damašek im Westen sowie Ruda und Pustá Kamenice im Nordwesten. 

## Geschichte
Zu Beginn des 18. Jahrhunderts wuchs die Bevölkerung in den zum Weichbild der königlichen Leibgedingestadt Polička gehörigen Dörfern stark an. In dieser Zeit entstanden außerhalb der alten Dörfer, die sich zumeist in den Bachtälern erstreckten, neue kleine Siedlungen. Eine von ihnen war Blatina. Die Bewohner waren tschechischsprachig und überwiegend evangelisch. Erwerbsgrundlage bildete der Anbau und die Verarbeitung von Flachs; die Leinwaren fanden einen guten Absatz. Im Jahre 1789 gab es sieben Anwesen in Blatina bzw. Blatiny. Im 19. Jahrhundert begann der Niedergang der Flachsverarbeitung und das Dorf verarmte.  
Im Jahre 1835 bestand das im Chrudimer Kreis gelegene Dorf Blatina aus zehn Häusern mit 76 tschechischsprachigen Einwohnern, darunter acht protestantischen Familien. Pfarrort war Borowa, der Amtsort Polička. Bis zur Mitte des 19. Jahrhunderts blieb Blatina der königlichen Leibgedingestadt Polička untertänig.
Nach der Aufhebung der Patrimonialherrschaften bildete Blatina ab 1849 einen Ortsteil der Gemeinde Pusté Rybné / Wüst Rybny im Gerichtsbezirk Polička. Ab 1868 gehörte Blatina zum Bezirk Polička. Nach dem Ersten Weltkrieg zerfiel der Vielvölkerstaat Österreich-Ungarn, die Siedlung wurde 1918 Teil der neu gebildeten Tschechoslowakischen Republik. Beim Zensus von 1921 lebten in den 14 Häusern von Blatina 67 Tschechen. Von 1939 bis 1945 gehörte Blatina zum Protektorat Böhmen und Mähren. Im Zuge der Gebietsreform von 1960 erfolgte die Aufhebung des Okres Polička; Blatina wurde dabei dem Okres Svitavy zugeordnet. Die vier durch den Wald von der übrigen Siedlung abgetrennten Häuser von Horní Blatina wurden 1964 nach Borová ausgegliedert. Zum 1. Juli 1971 wurde Blatina als Ortsteil von Pustá Rybná aufgehoben. 1991 hatte Blatina keine ständigen Einwohner, beim Zensus von 2001 waren es sechs.

## Ortsgliederung
Blatina ist Teil des Katastralbezirkes Pustá Rybná.

## Sehenswürdigkeiten
- Mehrere gezimmerte Chaluppen